# Doug Wickenheiser
Douglas Peter Wickenheiser (* 30. März 1961 in Regina, Saskatchewan; † 12. Januar 1999 in St. Louis, Missouri) war ein kanadischer Eishockeyspieler, der in der National Hockey League für die Montréal Canadiens, St. Louis Blues, New York Rangers, Vancouver Canucks und Washington Capitals gespielt hatte.

## Karriere
Doug Wickenheiser begann seine Karriere 1977 in der Juniorenliga WCHL, die wenig später die Western Hockey League (WHL) wurde. Dort spielte er für die Regina Pats und entwickelte sich dort zu einem Star. 1980 erreichte er mit den Pats die Endrunde um den Memorial Cup und wurde als bester Spieler der Canadian Hockey League ausgezeichnet. Auch die Presse bejubelten ihn als kommenden NHL-Star.
Daraufhin wurde er im NHL Entry Draft 1980 von den Montréal Canadiens in der ersten Runde an erster Stelle ausgewählt. Viele Kritiker meinten einige Jahre später, dass Wickenheiser einer der größten Fehlgriffe in der Geschichte des NHL Entry Draft gewesen sei. Besonders die Frankokanadier beschwerten sich im Nachhinein, denn mit Denis Savard wurde an dritter Stelle ein Spieler aus dem französischsprachigen Québec von Chicago gedraftet, der sich zum Superstar entwickelte.
Nachdem Wickenheiser in seinen ersten dreieinhalb Jahren in Montréal in 202 Spielen 115 Punkte erzielt hatte und damit unter den Erwartungen der Fans und Trainer gelegen war, wurde er zu den St. Louis Blues transferiert. Dort gewann er an Bedeutung. Zwar konnte er nicht an seine Leistungen aus der Jugendzeit als Topscorer heranreichen, doch spielte er eine wichtige Rolle in St. Louis in der Defensive und bei Bullies.
In seinem zweiten Jahr kam er auf 43 Punkte, der zweitbeste Wert seiner NHL-Karriere. Doch eine schwere Verletzung kostete ihn fast ein Jahr und er konnte nur 36 Spiele in der Regulären Saison 1985/86 bestreiten. In den darauffolgenden Playoffs avancierte Wickenheiser für eine Nacht zum Star. Die Blues waren bis ins Conference-Finale vorgedrungen und lagen nach fünf Spielen mit 2-3 zurück. Im sechsten Spiel war es Wickenheiser, der in der Verlängerung das entscheidende Tor zum 6-5 schoss. Nach dem nervenaufreibenden Spiel konnte man die siebte Partie allerdings nicht gewinnen und schied aus. In der darauffolgenden Saison konnte Wickenheiser alle Spiele für St. Louis bestreiten, sein Vertrag wurde aber nicht verlängert.
Die nächsten Jahre kam Wickenheiser nicht zu Ruhe. Nachdem er die Saison 1987/88 komplett für die Vancouver Canucks absolviert hatte. Spielte er 1988/89 ein Spiel für die New York Rangers, danach in der IHL für die Flint Spirits und eine Zeit lang für die kanadische Nationalmannschaft, ehe er bei den Washington Capitals im Februar 1989 in der NHL wieder einen Vertrag erhielt. Neben Einsätzen in der NHL spielte er auch beim Farmteam der Capitals in der AHL für die Baltimore Skipjacks.
Im Sommer 1990 war aber auch seine Zeit in Washington vorbei und ging nach Italien, um dort für den HC Asiago zu spielen. Dort kam er mit 57 Punkten in 32 Spielen wieder an seine Werte aus der Zeit, als er in der WHL spielte, heran. Allerdings war die italienische Liga nicht mit dem Niveau der großen nordamerikanischen Ligen zu vergleichen. 1991/92 spielte er kurz in Deutschland für den SV Bayreuth, ehe er in Österreich beim Klagenfurter AC landete. Doch auch hier blieb er nur bis zum Sommer 1992.
Zu Beginn der Saison 1992/93 war er wieder in den USA, um dort in der unterklassigen IHL für die Peoria Rivermen mit 75 Punkten in 80 Spielen konnte er durchaus überzeugen und 1993/94 bestritt er seine letzte Saison seiner Karriere für das IHL-Team Fort Wayne Komets.

## Nach dem Karriereende
Nach dem Ende seiner Karriere kehrte Wickenheiser zurück nach St. Louis, um dort zu arbeiten und mit seiner Frau und den drei Kindern zu leben. Im August 1994 musste er sich einer Operation unterziehen, da eine Zyste von seinem Handgelenk entfernt werden musste. Es stellte sich heraus, dass es sich um eine seltene Form von Krebs handelte.
Drei Jahre später wurde festgestellt, dass sich in Wickenheisers Lunge der Krebs ausgebreitet hatte. Da der Tumor nicht per Operation entfernt werden konnte, kämpfte Wickenheiser gegen die Krankheit an, ehe er am 12. Januar 1999 verstarb.
Die St. Louis Blues eröffneten daraufhin den „Fourteen Found“ in Erinnerung an Wickenheiser, der in seiner Zeit in St. Louis die Nummer 14 getragen hatte. Zudem hängten die Blues in ihr Eisstadion einen Banner mit Wickenheisers Nummer und seine Nummer wird inoffiziell nicht mehr vergeben.
Die WHL hat in Gedenken an Doug Wickenheiser einen Preis, die Doug Wickenheiser Memorial Trophy, der für Fairness und menschliches Verhalten vergeben wird, nach ihm benannt.
Wickenheisers Cousine Hayley Wickenheiser gewann 2002 und 2006 mit dem Team Canada das olympische Eishockeyturnier und gilt als eine der besten Spielerinnen der Welt.

## Erfolge und Auszeichnungen
- 1980 Brownridge Trophy
- 1980 WHL Player of the Year
- 1980 CHL Player of the Year